# Kreis Pleß

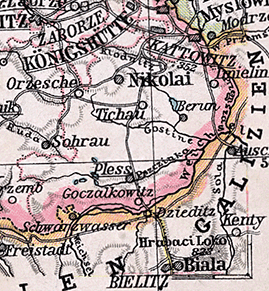
Der Kreis Pleß auf einer Karte von 1905

Der Kreis Pleß war von 1743 bis 1922 ein preußischer Landkreis in Oberschlesien. Seine Kreisstadt war die Stadt Pleß. Der Kreis musste 1922 als Folge des Versailler Vertrags von Deutschland an Polen abgetreten werden. Das ehemalige Kreisgebiet liegt heute in der polnischen Woiwodschaft Schlesien.

## Verwaltungsgeschichte
Nach der Eroberung des größten Teils von Schlesien wurden von König Friedrich II. 1742 in Niederschlesien und 1743 auch in Oberschlesien preußische Verwaltungsstrukturen eingeführt. Dazu gehörte die Einrichtung zweier Kriegs- und Domänenkammern in Breslau und Glogau sowie deren Gliederung in Kreise und die Einsetzung von Landräten. Die Ernennung der Landräte in den oberschlesischen Kreisen erfolgte auf einen Vorschlag des preußischen Ministers für Schlesien Ludwig Wilhelm von Münchow hin, dem Friedrich II. im Februar 1743 zustimmte.
Aus der Standesherrschaft Pleß, der Minderherrschaft Loslau und dem preußischen Teil der Herrschaft Oderberg wurde der Kreis Pleß gebildet. Erster Landrat des Kreises Pleß wurde Christian Ernst von Solms. Der Kreis unterstand zunächst der Kriegs- und Domänenkammer Breslau und wurde im Zuge der Stein-Hardenbergischen Reformen dem Regierungsbezirk Oppeln der Provinz Schlesien zugeordnet.
Bei der Kreisreform vom 1. Januar 1818 im Regierungsbezirk Oppeln wurde der als zu groß erachtete Kreis verkleinert:
- Die Ortschaften Annaberg, Belschnitz, Groß Gorschütz, Klein Gorschitz, Odrau, Olsau, Uhilsko und Zabelkau wechselten aus dem Kreis Pleß in den Kreis Ratibor.
- Die Ortschaften Bogutschütz, Brzenskowitz, Kattowitz, Myslowitz, Rosdzin, Schoppinitz und Zalenze wechselten aus dem Kreis Pleß in den Kreis Beuthen.
- Die Stadt Loslau, die Ortschaften Czirsowitz, Cissowka, Godow, Golkowitz, Groß Thurze, Jedlownik, Klein Thurze, Kokoschütz, Krostoschowitz, Nieder Marklowitz, Moschczenitz, Nieder Gogolau, Nieder Jastrzemb, Nieder Mschanna, Nieder Radlin, Nieder Radoschau, Ober Gogelau, Ober Jastrzemb, Ober Marklowitz, Ober Mschanna, Ober Radlin, Pohlom, Ruptau, Skrzischow und Wilchwa sowie die Kolonien Altenstein, Dyhrngrund, Friedrichsthal, Krausendorf, Romanshof, Ruptawietz, Skrbenski und Sophienthal wechselten aus dem Kreis Pleß in den neuen Kreis Rybnik.

Nach dem Aussterben der Familie von Anhalt-Köthen-Pleß, die seit 1746 die Herrschaft Pleß innehatte, verlieh König Friedrich Wilhelm IV. dem niederschlesischen Grafen Hans Heinrich X. von Hochberg zu Fürstenstein die Herrschaft und den neuen Titel „Fürst von Pleß“. Während des Ersten Weltkrieges residierte der Kaiser Wilhelm II. von 1914 bis 1917 mit seinem Militärstab im Westflügel des Schlosses des Fürsten von Pleß. 
Zum 8. November 1919 wurde im Freistaat Preußen die Provinz Schlesien aufgelöst, um aus dem bisherigen Regierungsbezirk Oppeln die Provinz Oberschlesien zu bilden, zu der Pleß nun gehörte.
Bei der Volksabstimmung in Oberschlesien 1921 war der Kreis Pleß der Kreis mit dem höchsten Ergebnis für Polen (74 %) und dem niedrigsten für Deutschland (26 %). Durch die anschließenden Beschlüsse der Pariser Botschafterkonferenz fiel 1922 der gesamte Kreis an Polen und bildete dort den Powiat Pszczyński.
Während der deutschen Besetzung Polens von 1939 bis 1945 war ein Landkreis Pleß als Teil des Regierungsbezirks Kattowitz eingerichtet.

## Einwohnerentwicklung
| Jahr | Einwohner | Quelle |
| ---- | --------- | ------ |
| 1795 | 60.994    | [ 10 ] |
| 1819 | 36.439    | [ 11 ] |
| 1846 | 70.086    | [ 12 ] |
| 1871 | 90.131    | [ 13 ] |
| 1885 | 95.659    | [ 14 ] |
| 1900 | 103.275   | [ 15 ] |
| 1910 | 122.897   | [ 15 ] |

Bei der Volkszählung von 1910 bezeichneten sich 86 % der Einwohner des Kreises Pleß als rein polnischsprachig und 13 % als rein deutschsprachig. 97 % der Einwohner waren 1910 katholisch und 2 % evangelisch.

## Landräte
1743–174700Christian Ernst von Solms
1748–175500Erdmann Jaroslav von Skrbensky
1756–178500Maximilian Bernhard Leopold von Skrbensky
1785–178800Johann Albrecht von Roeder
1788–181800Wilhelm Boguslaw Ernst von Birkhahn (1744–1819)
1818–183100Heinrich zu Anhalt-Cöthen-Pleß (1778–1847)
1831–185300Georg von Hippel (1802–1878)
1853–185500von Westarp
1855–187200Stanislaus von Seherr-Thoß (1827–1907)
1872–187700Robert Karl Urban
1878–188500Felix Winterfeldt († 1885)
1885–189900Heinrich von Schroeter (1856–1945)
1899–190800Ernst von Heyking (1862–1940)
1908–192200Max von Ruperti (1872–1945)

## Kommunalverfassung
Zum Kreis Pleß gehörten drei Städte. Die Landgemeinden und selbstständigen Gutsbezirke waren in Amtsbezirken zusammengefasst. Bis 1922 galt weiterhin die Kreisordnung für die Provinzen Ost- und Westpreußen, Brandenburg, Pommern, Schlesien und Sachsen vom 19. März 1881.

## Gemeinden
1908 gehörten drei Städte und 93 Landgemeinden zum Kreis Pleß:
| - Alt Berun, Stadt - Altdorf - Althammer - Anhalt - Biassowitz - Boischow - Borin - Brzestz - Cielmitz - Cwiklitz - Czarkow - Czarnuchowitz - Deutsch Weichsel - Dzietzkowitz - Ellgoth - Gacz - Gardawitz - Gillowitz - Golassowitz - Goldmannsdorf, Schloß - Gollawietz - Gostin - Groß Chelm - Groß Weichsel | - Grzawa - Guhrau - Gurkau - Imielin - Jankowitz - Jaroschowitz - Jarzombkowitz - Jedlin - Kamionka - Kobielitz - Kobier - Kopcziowitz - Kostow - Kralowka - Krassow - Kreutzdorf - Krier - Lendzin - Lonkau - Mezerzitz - Miedzna - Miserau - Mittel Lazisk - Mokrau | - Neu Boischow - Neuberun - Neudorf - Nieder Goczalkowitz - Nieder Goldmannsdorf - Nieder Lazisk - Nikolai, Stadt - Ober Goczalkowitz - Ober Goldmannsdorf - Ober Lazisk - Ornontowitz - Orzesche - Panewnik - Paprotzan - Pawlowitz - Petrowitz - Pilgramsdorf - Pleß, Stadt - Pniowek - Podlesie - Poremba - Radostowitz - Riegersdorf - Rudoltowitz | - Sandau - Sciern - Siegfriedsdorf - Smarzowitz - Smilowitz - Staude - Studzienitz - Sussetz - Tannendorf - Tichau - Timmendorf - Urbanowitz - Warschowitz - Wessolla - Wilkowy - Wohlau - Woschczytz - Wyrow - Zarzytsche - Zasdrosc - Zawada - Zawadka - Zawisc - Zgoin |